# Viktor Matviyenko
Viktor Antonovych Matviyenko (Zaporizhia, 9 de novembro de 1948 - 29 de novembro de 2018) foi um treinador e futebolista soviético, que atuava como defensor.

## Carreira
Viktor Matviyenko fez parte do elenco da Seleção Soviética de Futebol, da Euro de 1972.